# Hotel Rjugjong
Hotel Rjugjong (korejsko 류경호텔) ali Hotel Ju-Kjung) je 105-nadstropni in 330 metrov visok nebotičnik v obliki piramide. Nahaja se v Pjongjangu v Severni Koreji. Gradnja se je začela leta 1987, do leta 1992 je dosegel končno višino (330 m), vendar se je zaradi ekonomske krize gradnja ustavila. Delo se je potem nadaljevalo leta 2008 in do leta 2011 je bila končana zunanjost. Od takrat je bila otvoritev večkrat napovedana in spet preklicana.
Nebotičnik ima 105 nadstropij s skupno talno površino 360.000 m2.

## Galerija
- Marec 2004
- April 2005
- April 2010
- Oktober 2010
- September 2011